# ヒ酸銅(II)
ヒ酸銅(II)(Copper arsenate)は、青色または青緑色の粉末で、水やアルコールに不溶で、アンモニア水や希酸に可溶である。化学式は、(Cu3(AsO4)2·4H2OまたはCu5H2(AsO4)4·2H2O)で、CAS登録番号は7778-41-8または10103-61-4である。

## 利用
ヒ酸銅(II)は、農業で用いられる殺虫剤である。また、除草剤、殺菌剤、殺鼠剤としても用いられる。ナメクジの餌の毒としても用いられる。
シェーレグリーンという色素として用いられる亜ヒ酸銅(Copper arsenite)とは、別の物質である。

## 天然の存在
ヒ酸銅(II)の無水物はラメル石、四水和物はローランド石という鉱物として天然に存在する。

## 関連化合物
水酸化ヒ酸銅または塩基性ヒ酸銅(Cu(OH)AsO4)は、CAS登録番号が16102-92-4の塩基性の関連化合物である。オリーブ銅鉱という鉱物として天然に存在する。殺虫剤、殺菌剤、殺ダニ剤として用いられるが、タイでは2001年に使用が禁止された。